# Urs Zimmermann
Pour les articles homonymes, voir Zimmermann.
Urs Zimmermann (né le 29 novembre 1959 à Mühledorf) est un coureur cycliste suisse, professionnel dans les années 1980 et au début des années 1990. 

## Biographie
Il remporte le Tour de Suisse 1984. Il fait sa meilleure saison en 1986 en terminant 2e de Paris-Nice, 1er du Critérium du Dauphiné Libéré, en remportant le Critérium international, le titre de champion de Suisse puis en terminant 3e du Tour de France derrière Greg LeMond et Bernard Hinault. Il termine 3e du Tour d'Italie 1988.
C'est pour qu'il soit réintégré dans le Tour de France 1991 que les coureurs firent grève lors de la 12e étape. Il avait en effet été exclu pour ne pas avoir pris l'avion lors du transfert. Après discussion, il put enfin reprendre le départ. 
Il a fait paraître en 2001 un roman autobiographique en langue allemande, intitulé Im Seitenwind.

## Palmarès

### Coureur amateur
- 1981
  - Grand Prix Winterthur
  - 2e du Leimentalrundfahrt
  - 3e du championnat de Suisse de la montagne
  - 3e du Malters-Schwarzberg
- 1982
  - 2e du Grand Prix Guillaume Tell
  -  Médaillé d'argent du championnat du monde du contre-la-montre par équipes
  - 3e du Tour du Vaucluse

### Coureur professionnel
- 1984
  - Classement général du Tour de Suisse
  - 2e du Grand Prix de Lugano
  - 7e de la Flèche wallonne
- 1985
  - Grand Prix de la Liberté
  - 2e du Tour du Piémont
  - 3e du Rund Um die Rigi
  - 3e de la Coppa Agostoni
- 1986
  -  Champion de Suisse sur route
  - Critérium international :
    - Classement général
    - 2e étape

  - Classement général du Critérium du Dauphiné libéré
  - Tour du Latium
  - 2e de Paris-Nice
  - 3e du Tour de France
  - 4e du Tour de Suisse
  - 5e du Super Prestige Pernod
  - 7e du classement FICP
  - 8e du Tour de Romandie
- 1987
  - 8e de Paris-Nice
- 1988
  - Tour du Trentin :
    - Classement général
    - 1re étape

  - 4eb étape du Tour de Romandie
  - 1re épreuve du Trofeo dello Scalatore
  - 3e du Tour de Romandie
  - 3e du Tour d'Italie
- 1989
  - 5e du Tour de Romandie
  - 6e du Tour d'Italie
- 1990
  - 2e du Tour du Frioul
- 1992
  - 2e de Martigny-Mauvoisin

## Résultats sur les grands tours

### Tour de France
6 participations
- 1984 : 58e
- 1986 : 3e
- 1987 : abandon (21e étape)
- 1988 : abandon (15e étape)
- 1989 : non-partant (17e étape)
- 1991 : 116e

### Tour d'Italie
5 participations
- 1985 : 50e
- 1988 : 3e
- 1989 : 6e
- 1990 : abandon (16e étape)
- 1992 : 44e